# The Ball Street Journal
The Ball Street Journal är det elfte studioalbumet av rapparen E-40. 

## Låtlista
| Nr | Titel                 | Gästartist(er)          | Producent(er)  |
| -- | --------------------- | ----------------------- | -------------- |
| 1  | The Ambassador        |                         | Rick Rock      |
| 2  | I'm on One            |                         | Rick Rock      |
| 3  | Break Ya Ankles       | Shawty Lo               | Lil Jon        |
| 4  | Got Rich Twice        | Turf Talk               | Droop-E        |
| 5  | Pain No More          | The Game & Snoop Dogg   | Jonathan Rotem |
| 6  | Tell It Like It Is    |                         | Rick Rock      |
| 7  | Give Her the Keys     | T-Pain                  | T-Pain         |
| 8  | Hustle                | Turf Talk and R. City   | Lil Jon        |
| 9  | Wake It Up            | Akon                    | Matt Price     |
| 10 | 40 Water              |                         | Lil Jon        |
| 11 | Poor Man's Hydraulics |                         | Droop-E        |
| 12 | The Recipe            | Bun B & Gucci Mane      | Poli Paul      |
| 13 | Hood Boy              |                         | Raw Smoov      |
| 14 | Earl                  | Ice T                   | Lil Jon        |
| 15 | Sliding Down the Pole | Too Short               |                |
| 16 | I Can Sell It         | Cousin Fik              | Droop-E        |
| 17 | Big Time              | Kevin Cossom            | DJ Nasty       |
| 18 | Alcoholism            | B-Legit                 |                |
| 19 | Pray For Me           | Bosko, Suga-T & B-Legit | Bosko          |

## Listplaceringar
| Lista (2008)                          | List- position |
| ------------------------------------- | -------------- |
| U.S. Billboard 200                    | 42             |
| U.S. Billboard Top R&B/Hip-Hop Albums | 6              |
| U.S. Billboard Top Rap Albums         | 3              |
| U.S. Billboard Tastemakers            | 4              |